# Le Comte de Monte Cristo
Le Comte de Monte Cristo é um seriado francês produzido pela Le Film d’Art em 1917 e distribuído pela Pathé a partir de 11 de janeiro de 1918; foi dirigido por Henri Pouctal, em 15 episódios. Veiculou nos cinemas franceses de 11 de janeiro a 15 de março de 1918, e teve por base o romance homônimo de Alexandre Dumas, pai.

## Elenco
- Léon Mathot  - Edmond Dantès
- Alexandre Colas - Barão Danglars
- Albert Mayer (Henry Mayer) – Villefort
- Jean Garat - Conde de Morcerf
- Nelly Cormon – Mercedes
- Gilbert Dalleu – Caderousse
- Joseph Boulle
- Max Charlier
- Simone Damaury
- Duparc
- Marc Gérard
- Madeleine Lyrisse
- Mireille Pilchard
- Jacques Robert